# Lízin let do nebe (film)
Lízin let do nebe je československé melodrama z roku 1938, režírované Václavem Binovcem. Film byl natočen podle stejnojmenné předlohy Růženy Utěšilové, řadící se do žánru tzv. červené knihovny. Snímek pojednává o mladé osiřelé dívce Elišce/Líze Irovské, jež si musí zvykat v novém nepřátelském prostředí maloměsta, kam je poslána po smrti svých rodičů. Hlavní role zde ztvárňují Rolf Wanka, Zita Kabátová, Rudolf Hrušínský a Zdenka Sulanová v roli Lízy Irovské. O rok později bylo uvedeno do kin pokračování snímku pod názvem Lízino štěstí (1939).

## Děj
Obecnímu úřadu malého města Ptačice je přidělena na starost osiřelá Eliška/Líza Irovská (Zdenka Sulanová). Obecní rada, které není po chuti živit sirotka, mladou Lízu umisťuje do místního chudobince. Jejím poručníkem se stává učitel a člen obecní rady, Petr Tumlíř (Rolf Wanka). Lízinou novou třídní učitelkou je mladá sympatická Karla Sýkorová (Zita Kabátová), taktéž nová obyvatelka Ptačic. Karla se záhy zamilovává do učitele Petra. Nečekaným kamarádem a opatrovatelem Lízy Irovské se stává syn starosty, spolužák Jarka (Rudolf Hrušínský). Všichni tři poté v obci drží ochrannou ruku nad nadanou, ale emočně citlivou Lízou, která musí snášet odstrkování jak od dětí, tak od dospělých obyvatel obce.  
Situace se částečně uklidňuje v momentě, kdy Líza dostane titulní roli Popelky ve školním divadelním představení, a alespoň tak obměkčí část obyvatel maloměsta. Jejich pozornost a nenávist je však záhy přesměrována na mladý pár zamilovaných učitelů Petr a karla se nakonec rozhodují, že Ptačice opustí. Petr jde na pracovní pohovor do firmy Rejma, během něhož zjišťuje, že jejím prezidentem je otec Karly, která pohovor tajně zprostředkovala. Petr je přijat a může tak spolu s Karlou opustit nepřátelskou obec. Ve stejné době se rovněž rozhoduje, které z ptačických dětí získá studijní stipendium. K velké nelibosti radních je vybrána Líza. Film končí odjezdem Petra, Karly a Lízy vstříc lepší budoucnosti.  

## Obsazení
| Zdenka Sulanová     | sirotek Eliška Irovská zvaná Líza                  |
| Rolf Wanka          | obecní tajemník JUDr. Petr Tumlíř, ředitel záložny |
| Zita Kabátová       | učitelka Karla Sýkorová                            |
| Jiří Plachý         | Sýkora, prezident firmy Rejma a Karlin otec        |
| Růžena Šlemrová     | Sýkorova žena, Karlina matka                       |
| Bedřich Vrbský      | školní inspektor doktor Nečas                      |
| Bedřich Veverka     | JUDr. Leiner                                       |
| Karel Černý         | starosta Rejlek, mlynář                            |
| Ella Nollová        | Rejlkova žena                                      |
| Rudolf Hrušínský    | syn Rejlkových Jarka, Lízin kamarád                |
| Jaroslav Marvan     | místostarosta Brdička, sedlák                      |
| Betty Kysilková     | Brdičkova žena                                     |
| Věra Petáková       | dcera Brdičkových Milada                           |
| František Kreuzmann | radní Antonín Plichta, krejčí                      |
| Milka Balek-Brodská | Plichtova žena                                     |
| Josef Kemr          | syn Plichtových Jůla                               |
| Václav Trégl        | školník                                            |
| Alois Dvorský       | slepý flašinetář Outrata                           |
| Hermína Vojtová     | Outratova žena                                     |
| Theodor Pištěk      | radní Mimra, železničář                            |
| Ladislav Hemmer     | radní MUDr. Malec, Otylčin muž                     |
| Eman Fiala          | učitel                                             |

## Tvůrci
- Předloha: Růžena Utěšilová dle románu Líza Irovská
- Režie: Václav Bínovec
- Scénář: Václav Wasserman
- Zvuk: Stanislav Vondraš

- Hudba: Josef Dobeš
- Kamera: Bohumil Vích
- Výprava: František Nestler, Rudolf Žák
- Výroba: Europa
- Ateliéry: FOJA Radlice
- Další údaje: černobílý, 103 min., melodrama[1]

## Zajímavosti
Rudolf Hrušínský st. a Josef Kemr v tomto celovečerním filmu debutovali.